# Bizzarone
Bizzarone es una localidad y comune italiana de la provincia de Como, región de Lombardía, con 1.494 habitantes.

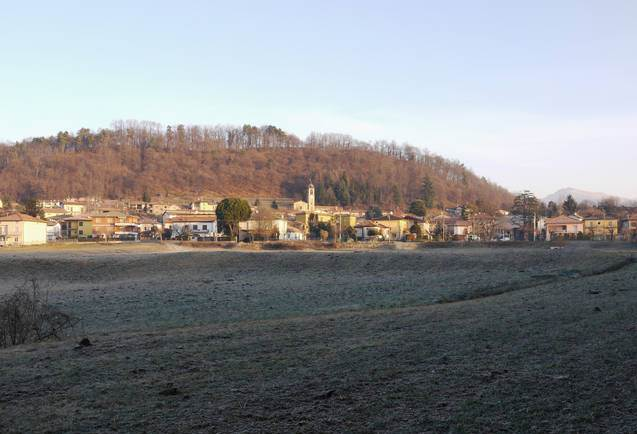
Imagen panorámica de Bizzarone

## Evolución demográfica
| Gráfica de evolución demográfica de Bizzarone entre 1861 y 2001 |
|                                                                 |
| Fuente ISTAT - elaboración gráfica de Wikipedia                 |